# Institut für Technikfolgen-Abschätzung
Das Institut für Technikfolgen-Abschätzung (ITA) ist eine Forschungseinrichtung der Österreichischen Akademie der Wissenschaften in Wien.
Das ITA ist die einzige Einrichtung in Österreich, die sich umfassend und explizit der Technikfolgenabschätzung (TA) widmet.
Es berät das Österreichische Parlament im Bereich Foresight und Technikfolgenabschätzung. Das Institut veranstaltet seit vielen Jahren die international beachteten TA-Jahreskonferenzen zur TA in Wien und fungiert als nationaler und internationaler Knotenpunkt der TA-Szene. Das ITA ist (seit 23. September 2013) Vollmitglied im European Parliamentary Technology Assessment (EPTA) Netzwerk, ist Gründungsmitglied des deutschsprachigen Netzwerks Technikfolgenabschätzung (NTA) und des globalTA-Netzwerks und seit 2009 Mitglied in der European Technology Assessment Group (ETAG).

## Geschichte
Arbeitsgruppe am Institut für sozioökonomische Entwicklungsforschung und Technikbewertung (ISET) seit 1985, ab 1987 zunächst selbständig als „Kommission für Technikbewertung“, seit Ende 1987 als „Forschungsstelle für Technikbewertung“ (FTB); positiv evaluiert wurde die Einrichtung ab 1994 als Institut (ITA) geführt. Gründungsdirektor war der Physiker Ernest Braun (vormals Leiter der Technology Policy Unit der Aston University in Großbritannien). Zweiter Direktor war der Volkswirt Gunther Tichy (Ordinarius an der Universität Graz und Forscher am Österreichischen Institut für Wirtschaftsforschung in Wien). Seit 2006 leitet Michael Nentwich, Jurist und Technikforscher, das Institut. Am ITA arbeiten derzeit rund 30 Mitarbeiter, darunter ca. 25 Forscher aus den Natur-, Ingenieurs-, Geistes- und Sozialwissenschaften.

## Arbeitsschwerpunkte
Das ITA beschäftigt sich schwerpunktmäßig mit folgenden Themen:
- Die Informationsgesellschaft, insbesondere „E-governance“ (E-Government, E-Democracy, ...), „Privacy“ (Privatsphäre) und „Netzwerkumgebungen“ (Internet, ...)
- Governance von kontroversen Technologien
- Technik und Nachhaltigkeit, darunter auch Energieforschung
- Technikfolgenabschätzung Grundlagen und Methoden, insb. Partizipation

Auf der ITA-Website findet sich auch eine umfangreiche Darstellung seiner Themen in nicht-wissenschaftlicher Sprache.

## Publikationen
Einige der Publikationen des ITA erscheinen in Reihenform auf dem Publikationsserver der Österreichischen Akademie der Wissenschaften, wobei das Institut als Herausgeber auftritt:
- ITA-Dossiers: Kurze Präsentation von Forschungsergebnissen in nicht-wissenschaftlicher Sprache und in Hinblick auf Handlungsoptionen in Politik und Gesellschaft[9]
- ITA-Manu:scripte: wissenschaftliche Arbeitspapiere[10]
- ITA-Berichte: Ergebnisse von Forschungsprojekten[11]
- NanoTrust-Dossiers: Kurzberichte, 3–6 Seiten lang, mit Ergebnissen des Projekts NanoTrust, also zu Gesundheits- und Umweltauswirkungen sowie gesellschaftlichen Aspekten der Nanotechnologien[12]